# Agathe Karrer
Agathe Karrer (* 26. Juli 1902 in Rosenheim; † 20. Juli 1988 in München) war eine deutsche Leichtathletin, die in den späten 1920er-Jahren als Sprinterin erfolgreich war. 

## Karriere
Agathe Karrer war ausgebildete Turn- und Sportlehrerin. Sie startete 1925 für den TV München-Laim. Ab 1928 war sie bei TSV München 1860.
Karrer wurde 1928, 1929 und 1930 jeweils Deutsche Meisterin mit der 4-mal-100-Meter-Staffel. In der gleichen Disziplin wurde sie 1927 und 1931 Vizemeisterin und errang 1926 den dritten Platz. Eine Einzelmedaille bei Deutschen Meisterschaften gewann sie nie.
Zusammen mit Rosa Kellner, Luise Holzer und Lisa Gelius, ihren Teamkolleginnen vom TSV München 1860, gewann Karrer bei den 3. Frauen-Weltspielen in Prag in 49,9 s. die Goldmedaille und stellte überdies drei Weltrekorde auf:
- 49,8 s am 15. Juli 1928 in Berlin
- 49,0 s am 21. Juli 1929 in Frankfurt am Main
- 48,8 s am 20. Juli 1930 in Nürnberg.